# فرانتیشک کرویتزمان
فرانتیشِک کرویتزمان (چکی: František Kreuzmann; ۱۱ اکتبر ۱۸۹۵ – ۲۸ دسامبر ۱۹۶۰) بازیگر اهل چکسلواکی بود. او بین سال‌های ۱۹۲۷ تا ۱۹۶۰ در بیش از ۱۰۰ فیلم ظاهر شد.
از فیلم‌ها یا برنامه‌های تلویزیونی که وی در آن نقش داشته‌است می‌توان به بازرس، فانوس، و گردان اشاره کرد.